# Teorema de Cartan-Kähler
En matemáticas, el teorema de Cartan-Kähler es un resultado importante sobre las condiciones de integrabilidad de los sistemas diferenciales, en el caso de las  funciones analíticas, para  ideales diferenciales {\displaystyle I}. La ecuación fue introducida por primera vez por Élie Cartan y Erich Kähler, razón por la cual lleva su nombre.

## Significado
No es cierto que el mero hecho de tener {\displaystyle dI} contenida en {\displaystyle I} sea suficiente para la integrabilidad. Hay un problema causado por «soluciones singulares». El teorema calcula ciertas constantes que deben satisfacer una desigualdad para que haya una solución.

## Declaración del teorema
Dejemos que {\displaystyle (M,I)} sea un verdadero  EDS analítico. Supongamos que {\displaystyle P\subseteq M} está conectado,{\displaystyle k}-dimensional, analítico real y  múltiple integral regular de {\displaystyle I} con {\displaystyle r(P)\geq 0} (es decir, los espacios tangentes {\displaystyle T_{p}P} son "extensibles" a elementos integrales de dimensiones superiores).
Además, supongamos que existe un submúltiple analítico real {\displaystyle R\subseteq M} de codimensión {\displaystyle r(P)} que contiene {\displaystyle P} y que {\displaystyle T_{p}R\cap H(T_{p}P)} tiene dimensión {\displaystyle k+1} para todas las {\displaystyle p\in P}.
Entonces existe un (localmente) único, conectado, {\displaystyle (k+1)}-dimensional  integral múltiple analítica real y dimensional {\displaystyle X\subseteq M} de {\displaystyle I} que satisface  {\displaystyle P\subseteq X\subseteq R}.

## Prueba y suposiciones
El Teorema de Cauchy-Kovalevskaya se utiliza en la prueba, por lo que es necesaria la analítica.